# American Falls
American Falls város az USA Idaho államában, Power megyében, melynek megyeszékhelye is. Lakosainak száma 4568 fő (2020. április 1.).

## Népesség
A település népességének változása:

| 2010 | 4 457 |
| 2020 | 4 568 |